# Knola
Knola je chráněný areál v oblasti Slovenský ráj.
Nachází se v katastrálním území města Spišská Nová Ves a obce Mlynky v okrese Spišská Nová Ves v Košickém kraji. Území bylo vyhlášeno v roce 1996 na rozloze 220,02 ha. Ochranné pásmo nebylo stanoveno.